# Chondrodera ocellata
Chondrodera ocellata är en insektsart som beskrevs av Max Beier 1954. Chondrodera ocellata ingår i släktet Chondrodera och familjen vårtbitare. Inga underarter finns listade i Catalogue of Life.